# Schoepfia fragrans
Schoepfia fragrans là một loài thực vật có hoa trong họ Schoepfiaceae. Loài này được Wall. miêu tả khoa học đầu tiên năm 1824.